# SN 2007jh
SN 2007jh – supernowa typu Ia odkryta 15 września 2007 roku w galaktyce A033601+0106. W momencie odkrycia miała maksymalną jasność 19,20m.